# The Remix
The Remix is een compilatiealbum met hits van The Fame en The Fame Monster van Lady Gaga. In Japan was de cd al uitgebracht in maart 2010. Er werd een nieuwe versie gemaakt voor Europa en de rest van de landen waar de cd zal worden uitgebracht. Op 30 april kwam de cd uit in Nederland. Bepaalde artiesten hebben deze liedjes remixed zoals Pet Shop Boys, Passion Pit & The Sound of Arrows.
De cd werd goed ontvangen. Het staat wereldwijd al in 20 landen in de hitlijsten. In Japan haalde de cd goud en de 7de positie. In Nederland behaalde het nummer 36 in de Album Top 100.

## Nummers
| Lady GaGa The Remix             | Lady GaGa The Remix                                          |
| ------------------------------- | ------------------------------------------------------------ |
| Just Dance                      | Richard Vission Remix                                        |
| Poker Face                      | Llg Vs Glg Radio Mix                                         |
| LoveGame                        | Chew Fu Ghettohouse Fix                                      |
| Eh, Eh (Nothing Else I Can Say) | FrankMusik "Cut Snare Edit" Remix                            |
| Paparazzi                       | Stuart Price Remix                                           |
| BoysBoysBoys                    | Manhattan Clique Remix                                       |
| The Fame                        | Glam as You Remix by Guéna LG                                |
| Bad Romance                     | Starsmith Remix                                              |
| Telephone                       | Passion Pit Remix                                            |
| Alejandro                       | The Sound of Arrows Remix                                    |
| Dance in the Dark               | Monarchy 'Stylites' Remix                                    |
| Just Dance                      | Deewaan Remix (featuring Ashking, Wedis, Lush & Young Thoro) |
| LoveGame                        | Robots to Mars Remix                                         |
| Eh, Eh (Nothing Else I Can Say) | Pet Shop Boys Radio Remix                                    |
| Poker Face                      | Piano & Voice Version Live at the Cherrytree House sessions  |
| Bad Romance                     | Grum Remix                                                   |
| Telephone                       | Alphabeat Remix Edit                                         |

## Hitnoteringen

### NederlandseAlbum Top 100
| Hitnotering: (Week 1 t/m 7) 08-05-2010 t/m 19-06-2010 Hitnotering: (Week 8 t/m 10) 03-07-2010 t/m 17-07-2010 Hitnotering: (Week 11 t/m 12) 07-08-2010 t/m 14-08-2010 | Hitnotering: (Week 1 t/m 7) 08-05-2010 t/m 19-06-2010 Hitnotering: (Week 8 t/m 10) 03-07-2010 t/m 17-07-2010 Hitnotering: (Week 11 t/m 12) 07-08-2010 t/m 14-08-2010 | Hitnotering: (Week 1 t/m 7) 08-05-2010 t/m 19-06-2010 Hitnotering: (Week 8 t/m 10) 03-07-2010 t/m 17-07-2010 Hitnotering: (Week 11 t/m 12) 07-08-2010 t/m 14-08-2010 | Hitnotering: (Week 1 t/m 7) 08-05-2010 t/m 19-06-2010 Hitnotering: (Week 8 t/m 10) 03-07-2010 t/m 17-07-2010 Hitnotering: (Week 11 t/m 12) 07-08-2010 t/m 14-08-2010 | Hitnotering: (Week 1 t/m 7) 08-05-2010 t/m 19-06-2010 Hitnotering: (Week 8 t/m 10) 03-07-2010 t/m 17-07-2010 Hitnotering: (Week 11 t/m 12) 07-08-2010 t/m 14-08-2010 | Hitnotering: (Week 1 t/m 7) 08-05-2010 t/m 19-06-2010 Hitnotering: (Week 8 t/m 10) 03-07-2010 t/m 17-07-2010 Hitnotering: (Week 11 t/m 12) 07-08-2010 t/m 14-08-2010 | Hitnotering: (Week 1 t/m 7) 08-05-2010 t/m 19-06-2010 Hitnotering: (Week 8 t/m 10) 03-07-2010 t/m 17-07-2010 Hitnotering: (Week 11 t/m 12) 07-08-2010 t/m 14-08-2010 | Hitnotering: (Week 1 t/m 7) 08-05-2010 t/m 19-06-2010 Hitnotering: (Week 8 t/m 10) 03-07-2010 t/m 17-07-2010 Hitnotering: (Week 11 t/m 12) 07-08-2010 t/m 14-08-2010 | Hitnotering: (Week 1 t/m 7) 08-05-2010 t/m 19-06-2010 Hitnotering: (Week 8 t/m 10) 03-07-2010 t/m 17-07-2010 Hitnotering: (Week 11 t/m 12) 07-08-2010 t/m 14-08-2010 | Hitnotering: (Week 1 t/m 7) 08-05-2010 t/m 19-06-2010 Hitnotering: (Week 8 t/m 10) 03-07-2010 t/m 17-07-2010 Hitnotering: (Week 11 t/m 12) 07-08-2010 t/m 14-08-2010 | Hitnotering: (Week 1 t/m 7) 08-05-2010 t/m 19-06-2010 Hitnotering: (Week 8 t/m 10) 03-07-2010 t/m 17-07-2010 Hitnotering: (Week 11 t/m 12) 07-08-2010 t/m 14-08-2010 | Hitnotering: (Week 1 t/m 7) 08-05-2010 t/m 19-06-2010 Hitnotering: (Week 8 t/m 10) 03-07-2010 t/m 17-07-2010 Hitnotering: (Week 11 t/m 12) 07-08-2010 t/m 14-08-2010 | Hitnotering: (Week 1 t/m 7) 08-05-2010 t/m 19-06-2010 Hitnotering: (Week 8 t/m 10) 03-07-2010 t/m 17-07-2010 Hitnotering: (Week 11 t/m 12) 07-08-2010 t/m 14-08-2010 | Hitnotering: (Week 1 t/m 7) 08-05-2010 t/m 19-06-2010 Hitnotering: (Week 8 t/m 10) 03-07-2010 t/m 17-07-2010 Hitnotering: (Week 11 t/m 12) 07-08-2010 t/m 14-08-2010 | Hitnotering: (Week 1 t/m 7) 08-05-2010 t/m 19-06-2010 Hitnotering: (Week 8 t/m 10) 03-07-2010 t/m 17-07-2010 Hitnotering: (Week 11 t/m 12) 07-08-2010 t/m 14-08-2010 | Hitnotering: (Week 1 t/m 7) 08-05-2010 t/m 19-06-2010 Hitnotering: (Week 8 t/m 10) 03-07-2010 t/m 17-07-2010 Hitnotering: (Week 11 t/m 12) 07-08-2010 t/m 14-08-2010 |
| Week | 01 | 02 | 03 | 04 | 05 | 06 | 07 | | 08 | 09 | 10 | | 11 | 12 | |
| --- | --- | --- | --- | --- | --- | --- | --- | --- | --- | --- | --- | --- | --- | --- | --- |
| Nummer | 43 | 44 | 36 | 37 | 68 | 63 | 67 | uit | 100 | 91 | 94 | uit | 87 | 93 | uit |

### VlaamseUltratop 100Albums
| Hitnotering: 08-05-2010 t/m 09-10-2010 | Hitnotering: 08-05-2010 t/m 09-10-2010 | Hitnotering: 08-05-2010 t/m 09-10-2010 | Hitnotering: 08-05-2010 t/m 09-10-2010 | Hitnotering: 08-05-2010 t/m 09-10-2010 | Hitnotering: 08-05-2010 t/m 09-10-2010 | Hitnotering: 08-05-2010 t/m 09-10-2010 | Hitnotering: 08-05-2010 t/m 09-10-2010 | Hitnotering: 08-05-2010 t/m 09-10-2010 | Hitnotering: 08-05-2010 t/m 09-10-2010 | Hitnotering: 08-05-2010 t/m 09-10-2010 | Hitnotering: 08-05-2010 t/m 09-10-2010 | Hitnotering: 08-05-2010 t/m 09-10-2010 | Hitnotering: 08-05-2010 t/m 09-10-2010 | Hitnotering: 08-05-2010 t/m 09-10-2010 | Hitnotering: 08-05-2010 t/m 09-10-2010 | Hitnotering: 08-05-2010 t/m 09-10-2010 | Hitnotering: 08-05-2010 t/m 09-10-2010 | Hitnotering: 08-05-2010 t/m 09-10-2010 | Hitnotering: 08-05-2010 t/m 09-10-2010 | Hitnotering: 08-05-2010 t/m 09-10-2010 | Hitnotering: 08-05-2010 t/m 09-10-2010 | Hitnotering: 08-05-2010 t/m 09-10-2010 | Hitnotering: 08-05-2010 t/m 09-10-2010 | Hitnotering: 08-05-2010 t/m 09-10-2010 |
| Week                                   | 01                                     | 02                                     | 03                                     | 04                                     | 05                                     | 06                                     | 07                                     | 08                                     | 09                                     | 10                                     | 11                                     | 12                                     | 13                                     | 14                                     | 15                                     | 16                                     | 17                                     | 18                                     | 19                                     | 20                                     | 21                                     | 22                                     | 23                                     |                                        |
| -------------------------------------- | -------------------------------------- | -------------------------------------- | -------------------------------------- | -------------------------------------- | -------------------------------------- | -------------------------------------- | -------------------------------------- | -------------------------------------- | -------------------------------------- | -------------------------------------- | -------------------------------------- | -------------------------------------- | -------------------------------------- | -------------------------------------- | -------------------------------------- | -------------------------------------- | -------------------------------------- | -------------------------------------- | -------------------------------------- | -------------------------------------- | -------------------------------------- | -------------------------------------- | -------------------------------------- | -------------------------------------- |
| Nummer                                 | 21                                     | 3                                      | 5                                      | 6                                      | 11                                     | 15                                     | 16                                     | 14                                     | 13                                     | 23                                     | 29                                     | 34                                     | 31                                     | 27                                     | 36                                     | 34                                     | 47                                     | 37                                     | 35                                     | 33                                     | 32                                     | 35                                     | 45                                     | uit                                    |